# Wild Horse Butte
Wild Horse Butte és un cim d'altitud de 5.760 peus (1.756 metres) situat al Goblin Valley State Park, al comtat d'Emery, Utah. Wild Horse Butte es troba 2.3 mi (3.7 km) a l'oest del castell de Mollys, i la part superior d'aquesta característica geològica s'eleva més de 800 peus per sobre del terreny circumdant, amb l'escorrentia de precipitació de Wild Horse Butte entrant a la conca del riu Colorado. La cinquena expedició de John C. Frémont (1853–1854) es va aturar a Wild Horse Butte el gener de 1854, quan Solomon Nunes Carvalho va gravar una imatge daguerreotip d'aquesta butte.

## Geologia
Aquesta butte es troba dins del desert de San Rafael, a la vora sud-est de l' onatge de San Rafael. Wild Horse Butte es compon de quatre formacions exposades de roca juràssica. La capa superior és un caprock de la formació Morrison. La Formació Morrison és famosa pels ossos de dinosaures que s'hi troben. Tot i que no s'han informat descobriments d'os de dinosaure a Wild Horse Butte, s'han trobat just a l'oest en aquesta formació. Això es sobreposa a la formació de penya-segats Summerville, que consta de llits prims i distintius de pissarra, llim i gres. Els llits prims i les vetes de guix que es troben a l'esquist suggereixen un clima sec on l'aigua de la marea s'evaporava fàcilment. A sota de Summerville hi ha la formació de Curtis, de color lleuger, que forma pendents. La capa inferior és Entrada Sandstone fosca i vermellosa, que també és la composició dels hoodoos que donen nom a Goblin Valley.

## Clima
La primavera i la tardor són les estacions més favorables per visitar Wild Horse Butte. Segons el sistema de classificació climàtica de Köppen, es troba en una zona de clima fred semiàrid, que es defineix pel mes més fred amb una temperatura mitjana mitjana inferior a -0. °C (32 °F) i almenys el 50% de la precipitació total anual rebuda durant la primavera i l'estiu. Aquest clima desèrtic rep menys de 10 polzades (250 mil·limetres) de pluja anual, i les nevades són generalment lleugeres durant l'hivern.

## Flora i fauna
La flora de la vall de Goblin inclou el te mormó, el card rus, l'arròs de l'Índia i diversos cactus, així com ginebres i pins pinyoners a cotes més altes.
La fauna inclou conills, escorpins, rates cangur, berrencs, guineus kit, serps de cascavell descolorides i coiots.

## Galeria

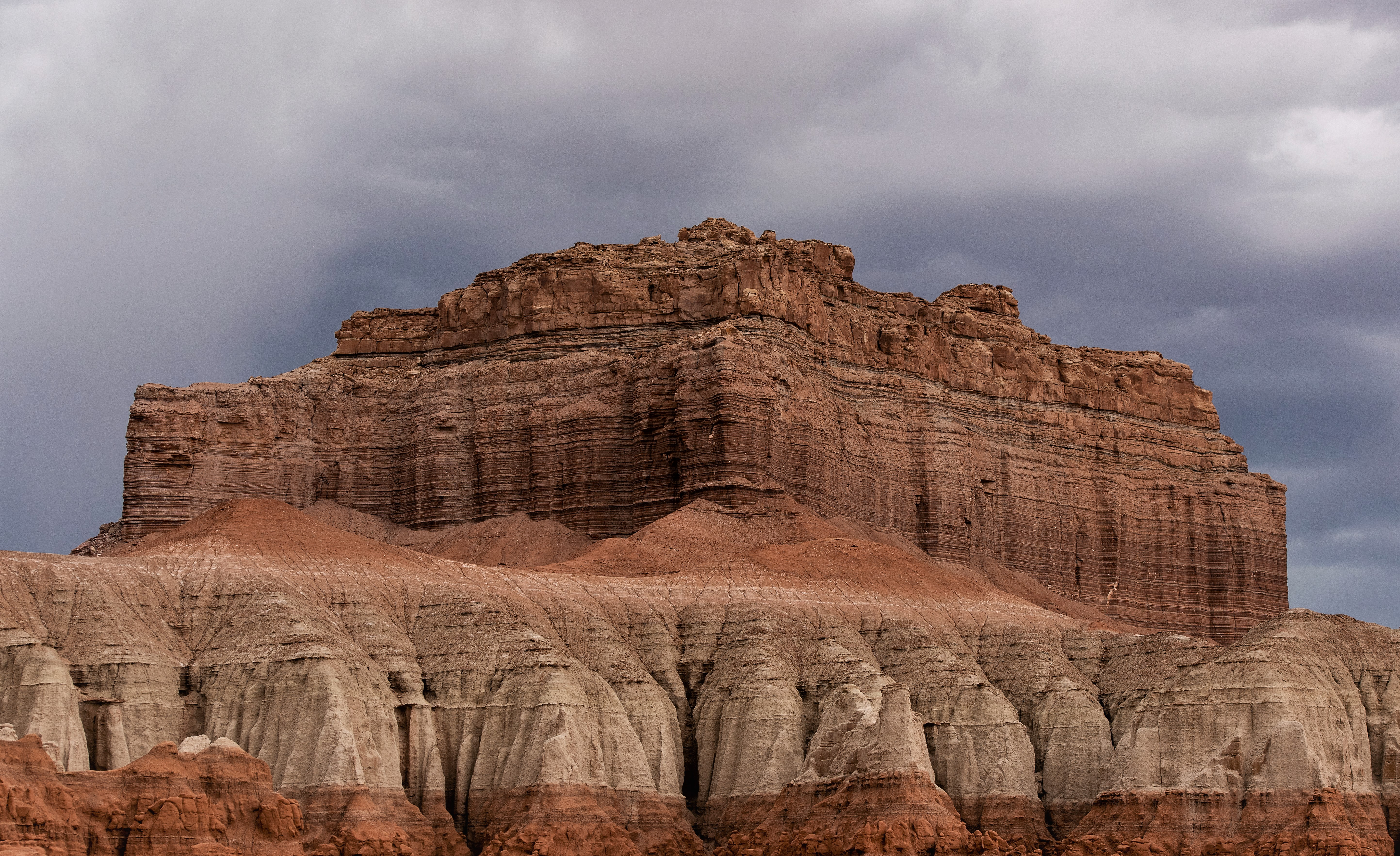
De dalt a baix: Formació Morrison, Summerville, Curtis, Entrada Sandstone.
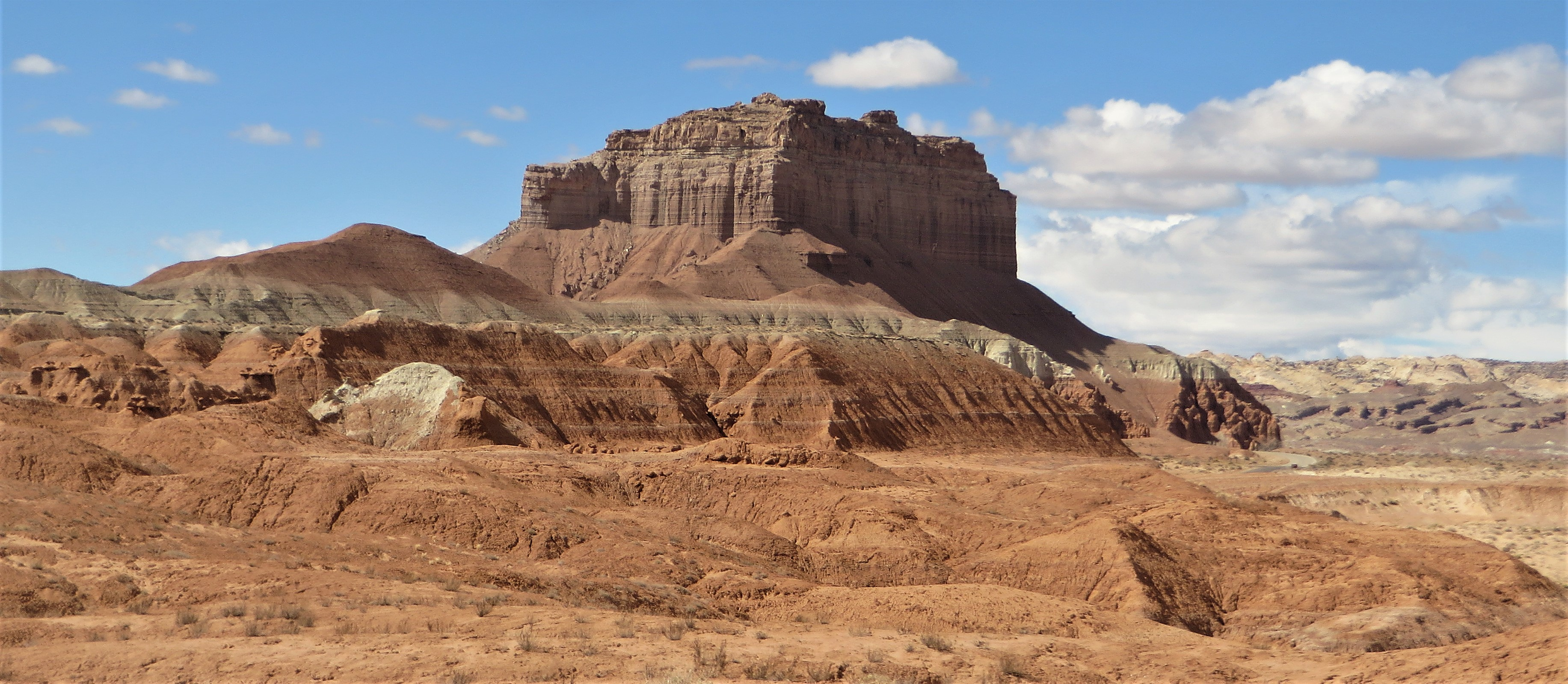
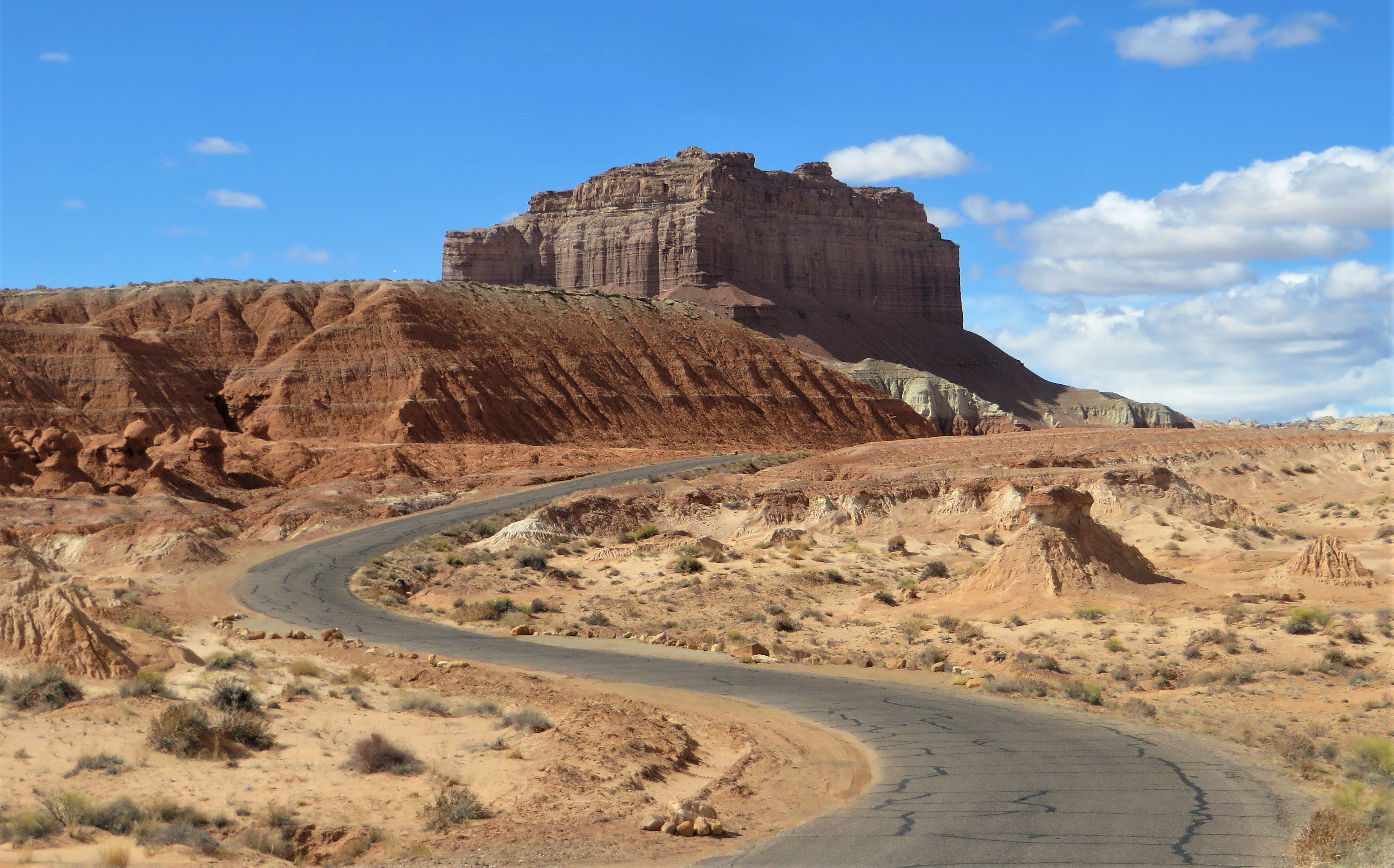
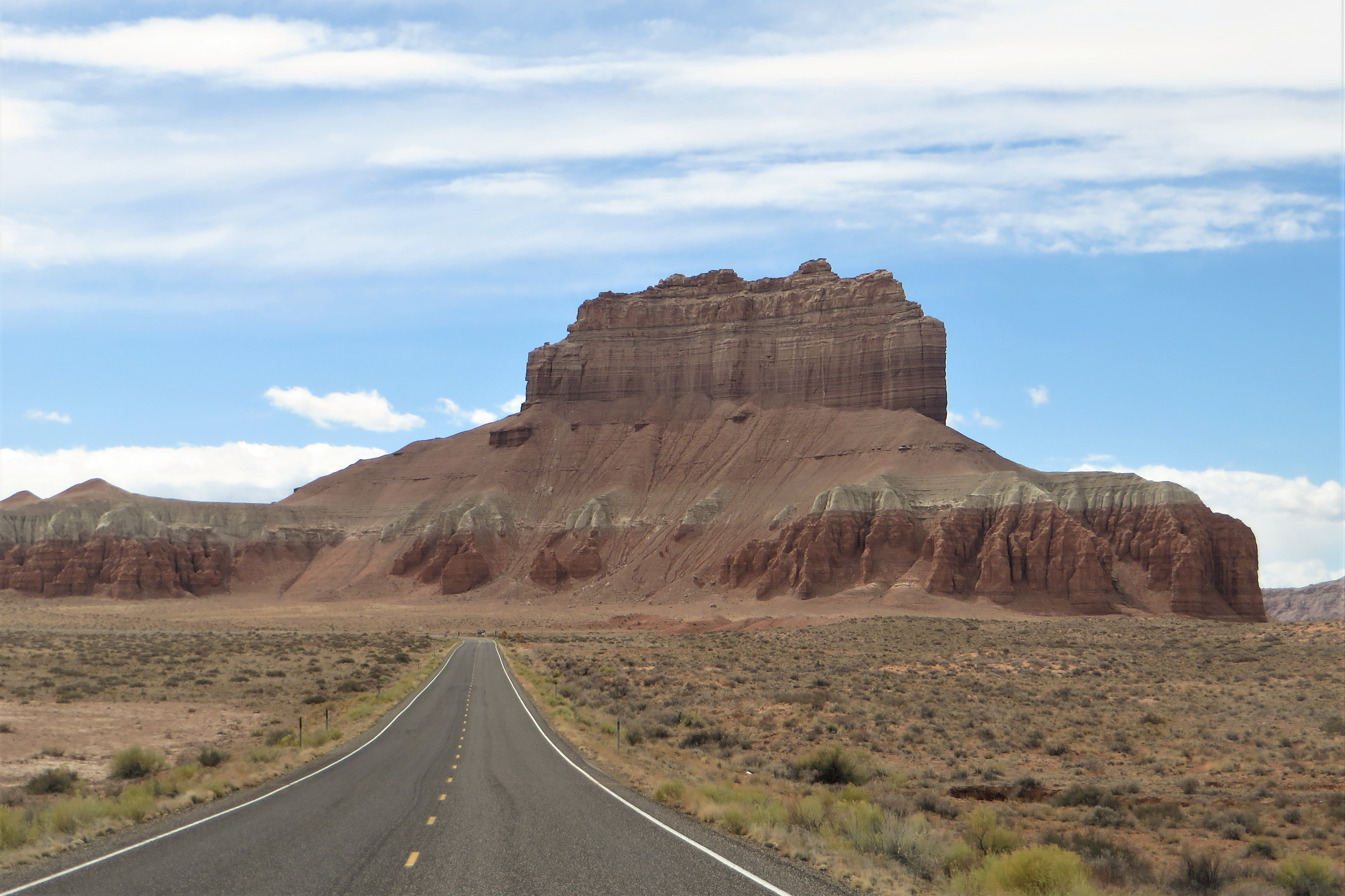
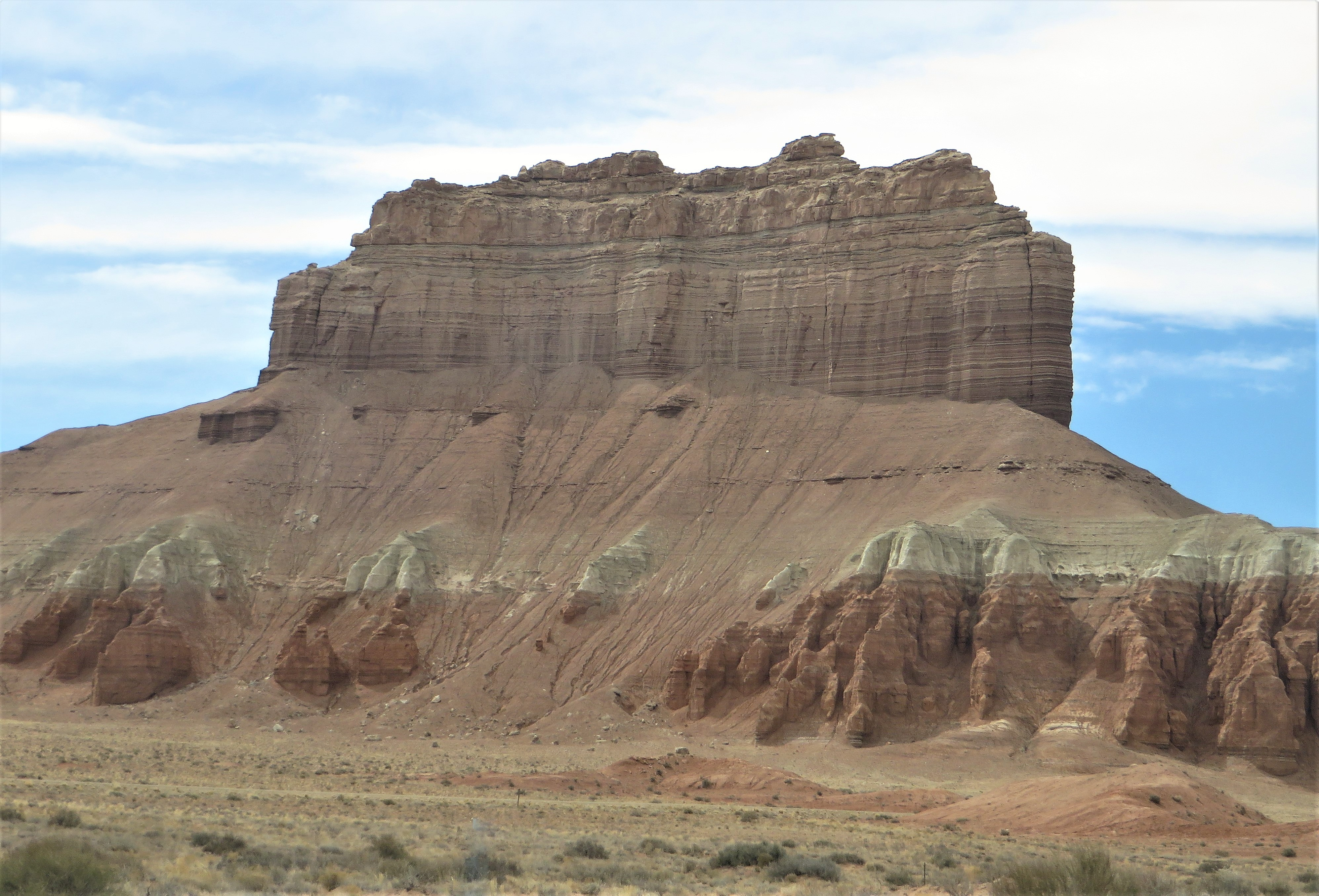
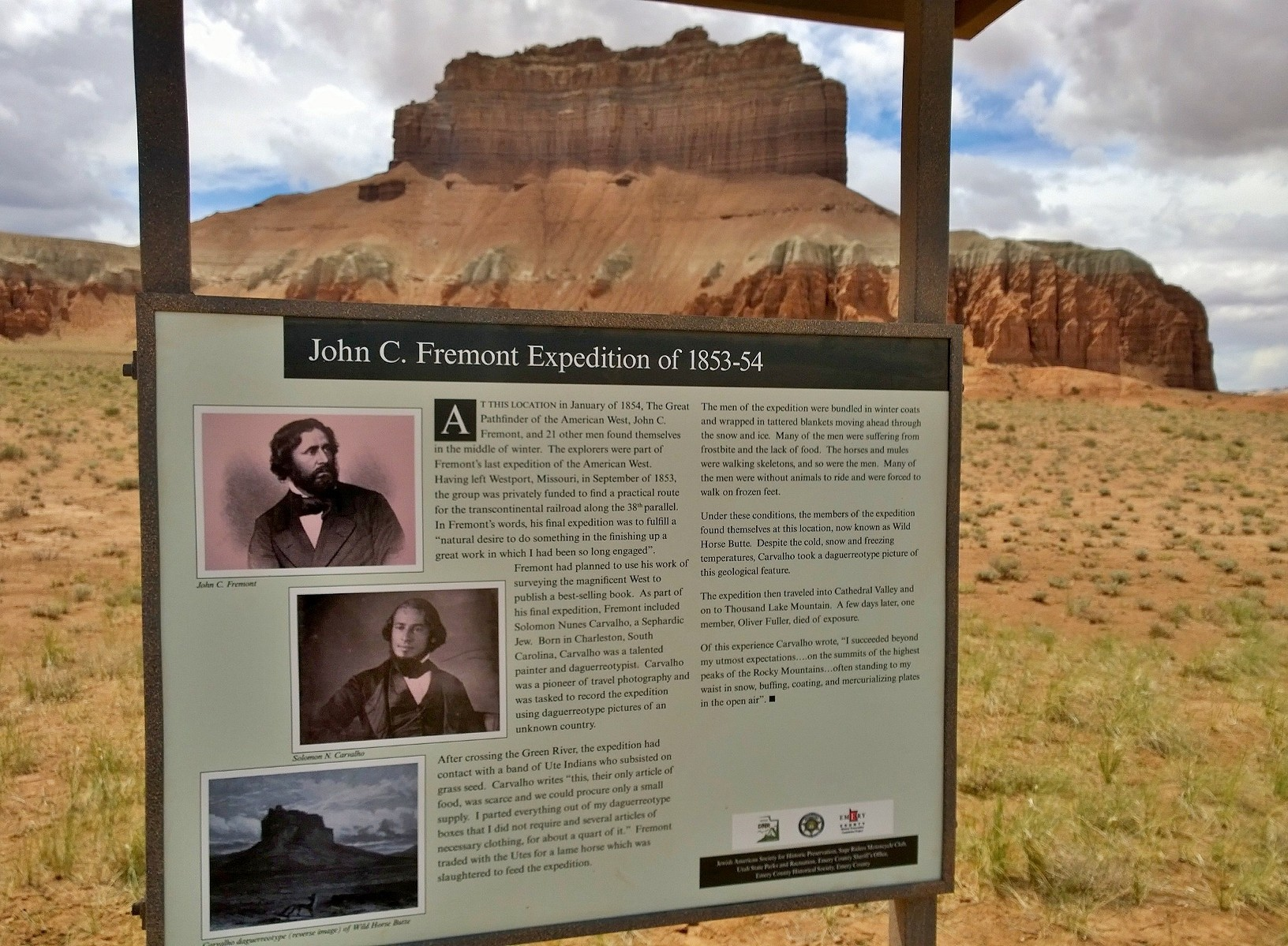
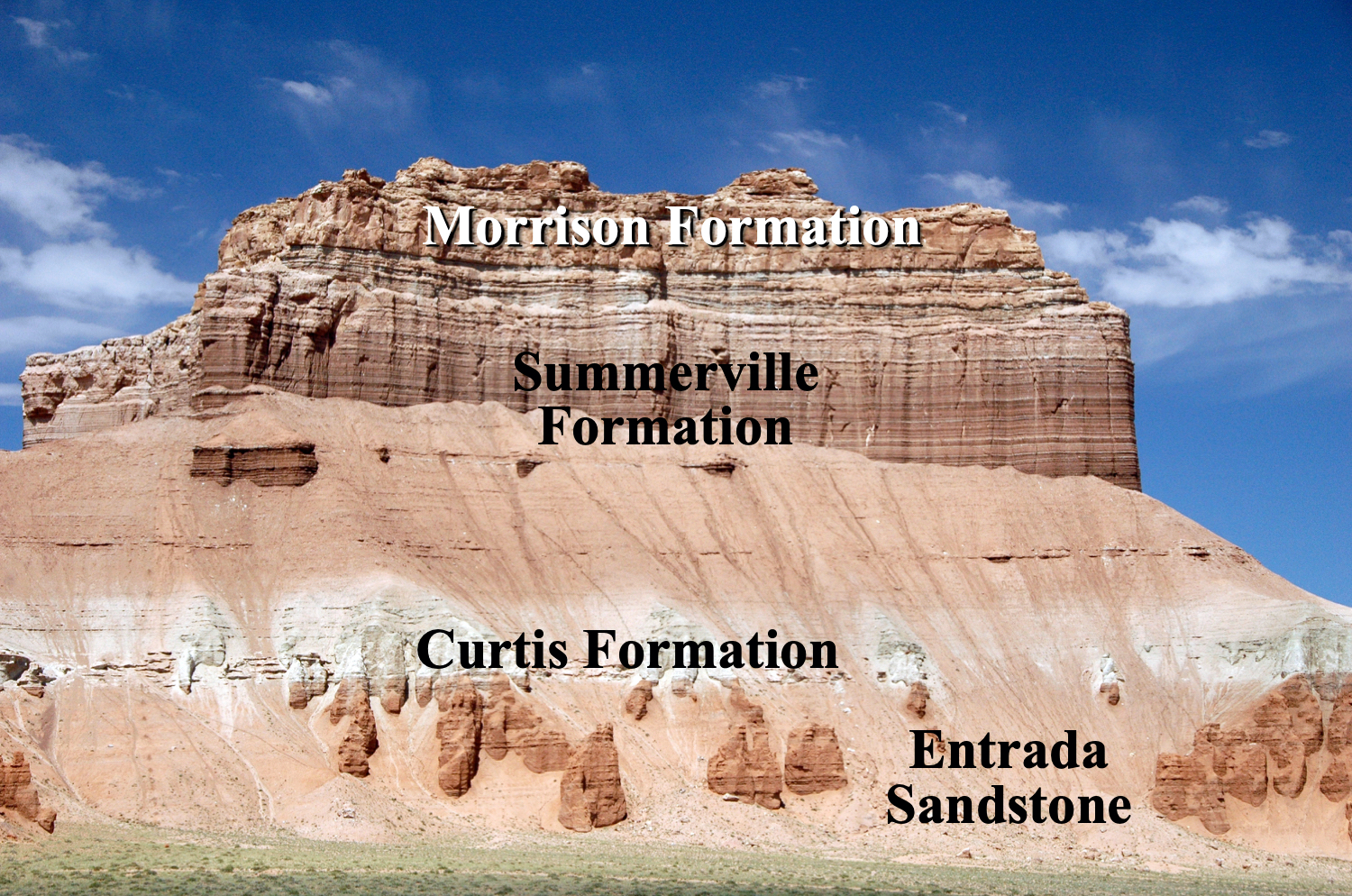